# Новый Бор (Тверская область)
 Новый Бор  — деревня в Западнодвинском муниципальном округе Тверской области.

## География
Находится в юго-западной части Тверской области на расстоянии приблизительно 7 км по прямой на север-северо-восток по прямой от железнодорожной станции в поселке Старая Торопа на левом берегу реки Торопа.

## История
Деревня уже была отмечена на карте, известной как «трехкилометровка Шуберта» (1846-1863 года). В 1877 году здесь (деревня Торопецкого уезда Псковской губернии было учтено 13 дворов, в 1941 — 26. До 2020 года входила в состав ныне упразднённого Староторопского сельского поселения.

## Население
Численность населения: 130 человек (1877 год), 30 (русские 87 %) в 2002 году, 15 в 2010.